# پروویدنسیا

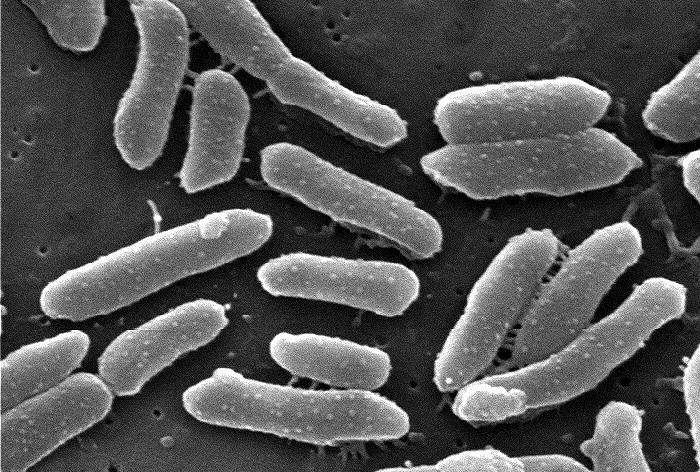
Providencia alcalifaciens

پروویدنسیا جنسی از خانواده انترو باکتریاسه است که خواص آن حدفاصل میان شیگلا و پروتئوس است. پروویدنسیا باسیل گرم منفی، لاکتوز منفی ومتحرک است.این باکتری موجب التهاب چاچاله زنان و شل شدگی لابیا ماژور می‌شود.این باکتری به وسیله سفپیم درمان می‌شود.

## گونه‌های این جنس
- پروویدنسیا استوارتی (P.stuartii): گونه پاتوژن
- پروویدنسیا رتگری (P.rettgeri)
- پروویدنسیا پالکالسیفاکینز (P.Palcalifaciens)

## شناسایی
آزمون‌های اندول، نیترات وسیترات درآنها مثبت است ولی آزمون لیزین دکربوکسیلاز دراین باکتری منفی می‌باشد. واکنش لیزین دآمیناز در این باکتری مثبت است. این باکتری به ندرت در عفونتهای ادراری یا سوختگیهای وسیع دیده می‌شود.